# Phyllomacromia villiersi
Phyllomacromia villiersi là loài chuồn chuồn trong họ Macromiidae. Loài này được Legrand miêu tả khoa học đầu tiên năm 1992.